# Зубра (лесопарк)
Лесопа́рк «Зу́бра» (укр. Лісопарк «Зубра») — парк во Львове (Украина) возле крупнейшего жилого массива Сихов. Название происходит от села Зубра, которое находится вблизи Сихова (Сыховский район Львова). Основные породы деревьев лесопарка: дуб, сосна, чёрная ольха.
Вплоть до конца 1960-х за лесопарком Зубра существовало водохранилище, так называемое Пионерское озеро (в отличие от Комсомольского озера возле Винников). Озеро наполняли воды реки Зубры, которая вытекала в районе Персенковки.
В парке Зубра есть стихийное кладбище домашних животных.
Парк находится в запущенном состоянии.